# بوتو شمالي
البوتو الشمالي (الاسم العلمي: Nyctibius jamaicensis)، هو نوع من الطيور يتبع فصيلة بوتو ضمن رتبة السبديات. يستوطن المكسيك حتى كوستاريكا وجزر جامايكا.

## الوصف
هو طائر كبير يبلغ طوله ما بين 38 إلى 46 سم. وله ذيل طويل، وجناحان كبيران. ورأس كبير وسيقان صغيرة. له ريش بني مُختلط بالرمادي مع اختلالات سوداء بسيطة. له عيون واسعة صفراء تظهر باللون الأحمر في الليل.